# Puerto-Rico-Waldsänger
Der Puerto-Rico-Waldsänger (Setophaga angelae, Syn.: Dendroica angelae), auch als Angelawaldsänger bezeichnet, ist ein seltener und endemischer Vogel der karibischen Insel Puerto Rico. Die Art wurde im Jahr 1968 entdeckt und 1972 erstmals wissenschaftlich beschrieben. Sie ist damit die jüngste entdeckte Art aus der Familie der Waldsänger. Das Artepitheton ehrt die Ornithologin Angela Kepler, die an der wissenschaftlichen Erstbeschreibung beteiligt war. Der Puerto-Rico-Waldsänger ist ein Insektivore, der kleine Insekten von Blättern abpickt.
Wegen der kleinen Population und des begrenzten Habitats wurden bereits im Jahre 1982 Schutzmaßnahmen zugunsten dieser Vogelart eingeleitet. Auch im Jahre 2005 wurde diese Art als nach wie vor schutzbedürftig eingestuft. Bestandsbedrohend sind für diese Vogelart auf Puerto Rico eingeführten Arten wie Ratten und Mangusten. Der größte Teil seines Verbreitungsgebiets liegt heute in geschützten Waldgebieten. Da die Population jedoch klein ist, können Naturkatastrophen, die diese Waldbestände vernichten, zum Zusammenbruch der Bestandszahlen führen.

## Entdeckung der Art
Der Puerto-Rico-Waldsänger ist eine von 29 Arten, die der Gattung Dendroica in der Familie der Waldsänger zugerechnet wurden. Der Ornithologe Cameron und die Naturforscherin und Botanikerin Angela Kepler beobachteten diese Art erstmals, als sie in Waldgebieten Beobachtungen an den ebenfalls auf Puerto Rico endemisch vorkommenden Vogelarten Puerto-Rico-Amazone und Gelbflanken-Todi durchführten. Am 18. Mai 1971 konnten sie ein Exemplar im Caribbean National Forest fangen. Zu dieser Zeit war man davon überzeugt, dass dieser Wald das einzige Verbreitungsgebiet der Art war. 1972 beschrieben die zwei Wissenschaftler die Art und nannten sie Dendroica angelae. Der Vogel ist die erste Art, die in den Westindischen Inseln seit 1927 und als einzige Vertreter der Tierwelt für Puerto Rico im 20. Jahrhundert beschrieben wurde.

## Erscheinungsbild

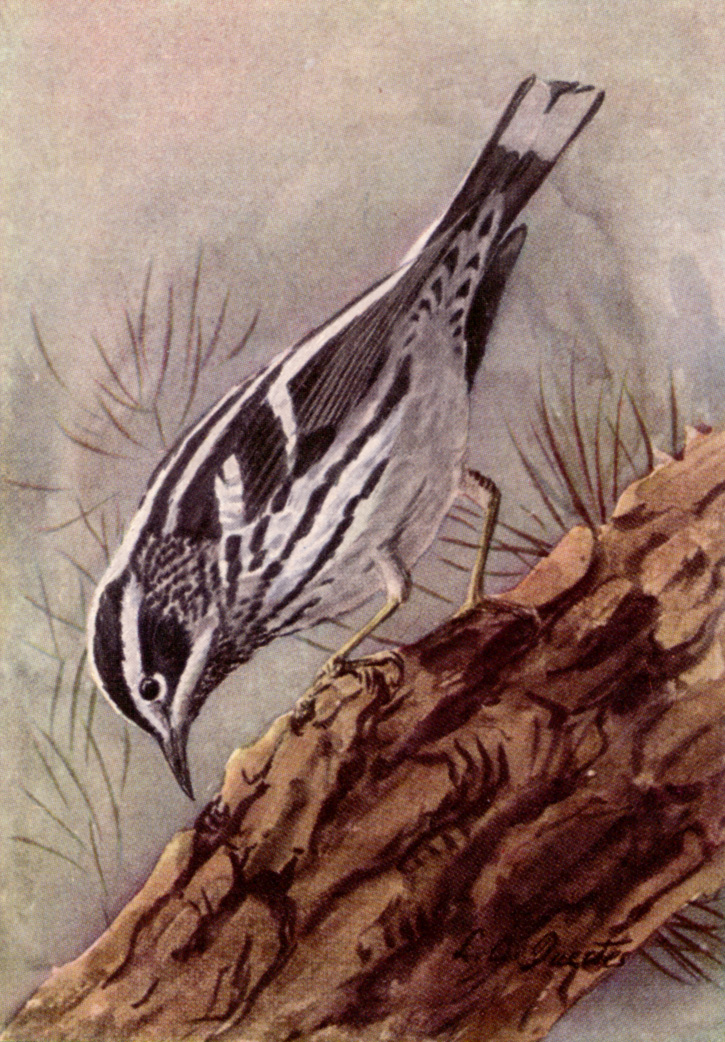
Eine Verwechselungsgefahr besteht mit dem Kletterwaldsänger (Mniotilta varia)

Die Körperoberseite des Puerto-Rico-Waldsängers ist überwiegend schwarz gefiedert und weist nur einige wenige unregelmäßige weiße Federpartien auf. Die Körperunterseite ist dagegen überwiegend weiß mit einer schwarzen Strichelung. Die charakterisierende Merkmale dieser Art sind die dunkelbraunen Augen, weiße Federpartien an den Ohren und am Hals sowie ein unterbrochener weißer Augenring, weiße Augenbrauen und zwei weiße Flecken an den äußeren Schwanzfedern. Wie für die Waldsänger der Antillen typisch – neben dem Puerto-Rico-Waldsänger sind dies Antillenwaldsänger, Saint-Lucia-Waldsänger, Grauwaldsänger und Strichelwaldsänger – weist der Puerto-Rico-Waldsänger  einen im Verhältnis zur Kopfgröße langen Schnabel und kurze, runde Flügel auf. Im Schnitt sind diese 53,8 Millimeter lang. Lediglich der Antillenwaldsänger hat mit durchschnittlich 50 Millimeter noch kürzere Flügel.
Jungvögel des Puerto-Rico-Waldsängers unterscheiden sich von adulten Vögeln durch ihre graugrüne Körperoberseite. Diese weisen sie bis etwa zwölf Monate nach ihrem Schlupf auf. Sie mausern sich in den Monaten Juli bis Oktober in das Federkleid ausgewachsener Vögel. Das Federkleid beider Geschlechter ist identisch. Ausgewachsen sind Puerto-Rico-Waldsänger etwa 12,5 Zentimeter lang und wiegen durchschnittlich 8,4 Gramm.
Eine Verwechslungsgefahr dieser Art besteht mit dem Kletterwaldsänger (Mniotilta varia). Diese Art brütet zwar nicht auf Puerto Rico, kommt dort jedoch von Mitte September bis Anfang Mai vor. Der auffälligste Unterschied zwischen diesen Arten besteht in der Befiederung der Augenpartie. Während der Puerto-Rico-Waldsänger  einen unterbrochenen, weißen Augenring aufweist, verläuft beim Baumläuferwaldsänger ein weißer Augenzügel über das Auge. Ein weiteres weißes Federband befindet sich unterhalb des Auges. Auch die Kopfoberseite unterscheidet sich. Beim Puerto-Rico-Waldsänger ist diese vollständig schwarz befiedert, während beim kletterwaldsänger ein weißes Band über die Kopfoberseite läuft.

## Bestand und Verbreitung

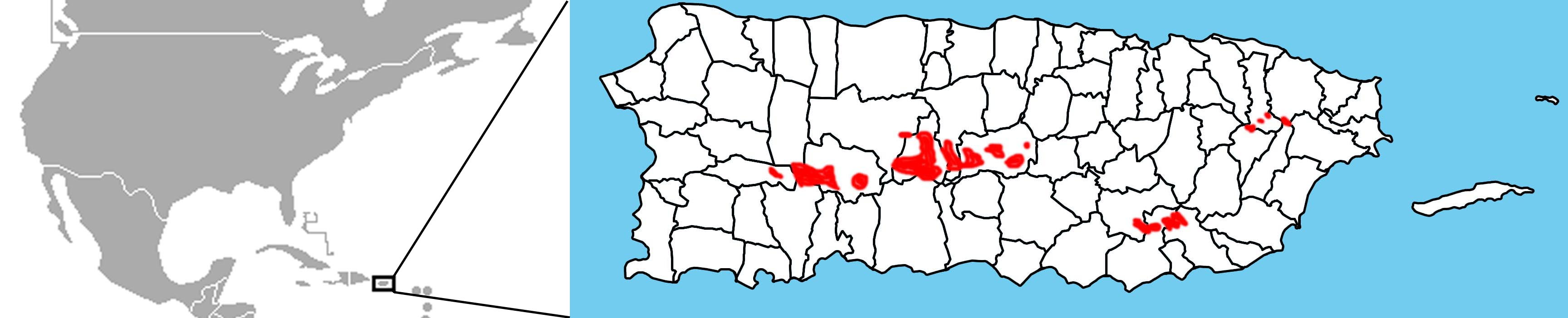
Verbreitung des Puerto-Rico-Waldsängers auf Puerto Rico

Nach seiner Entdeckung war man davon überzeugt, dass der Puerto-Rico-Waldsänger grundsätzlich nur in Höhenlagen zwischen 640 und 1030 über NN vorkäme. Sein einziges Verbreitungsgebiet schien der Niederwald des Caribbean National Forest zu sein. Die vom Wind zerzausten Bäume dieser Waldregion werden selten höher als fünf Meter und kennzeichnen sich durch dicke, steife Zweige, ledrige Blätter und ein undurchdringliches Unterholz, das kleinen Vogelarten wie dem Puerto-Rico-Waldsänger idealen Schutz vor Räubern bietet. Eine weitere Population wurde bereits 1972 im Maricao State Forest entdeckt, die bis heute als die mit den höchsten Bestandszahlen gilt. Puerto-Rico-Waldsänger entdeckte man jedoch 1977 auch im Carite State Forest sowie gegen Ende der 1970er Jahre im Toro Negro State Forest. Untersuchungen zeigten auch, dass diese Art keineswegs nur in Höhenlagen zwischen 640 und 1030 Meter vorkommen. In Abhängigkeit von der Jahreszeit migrieren diese Vögel in niedriger gelegene Gebiete und halten sich dann in Regionen zwischen 370 und 600 Höhenmetern auf.
1989 verwüstete der Hurrikan Hugo das Landesinnere sowie die östlichen Teile Puerto Ricos. Damit waren mit Caribbean National Forest, Toro Negro und Carite State Forest drei der Verbreitungsgebiete des Puerto-Rico-Waldsängers von dieser Naturkatastrophe betroffen. Bei einer zwei Jahre nach dem Hurrikan durchgeführten Vogelzählung im Toro Negro Forest wurde kein Vertreter dieser Vogelart beobachtet. Auch bei den später durchgeführten Bestandsaufnahmen im Carite State Forest  und im Toro Negro State Forest wurden keine Puerto-Rico-Waldsänger gezählt. Eine Vogelzählung im Jahre 2001 im Maricao State Forest konnte immerhin drei Individuen dieser Art feststellen. Die IUCN schätzte die Bestandszahlen im Jahre 2000 auf eine stabile Population von 600 ausgewachsenen Vögeln.
Mittlerweile geht man davon aus, dass der Puerto-Rico-Waldsänger in seinem Verbreitungsgebiet auf feuchte Gebirgswälder begrenzt war und in jüngerer Zeit nur noch in vier voneinander isolierten Gebieten vorkam. Mittlerweile gilt er in zwei dieser Verbreitungsgebiete als ausgestorben. Sein Verbreitungsgebiet begrenzt sich damit auf den Caribbean National Forest und den Maricao State Forest. Die Region innerhalb des Caribbean Nation Forest, in der man Puerto-Rico-Waldsänger beobachtet, kennzeichnet sich durch eine hohe Luftfeuchtigkeit und Niederschlagsmengen sowie vergleichsweise niedrige Temperaturen. Sie  sind außerdem sehr windexponiert. Das Verbreitungsgebiet scheint sich auf die Gipfelregionen der Berge zu beschränken, deren Bewuchs aus dichtem Unterholz und kleinen Bäumen mit hohem Epiphytenbewuchs besteht. Der Artenreichtum dieser Wälder ist im Vergleich zu anderen puerto-ricanischen Wäldern gering. Auch die Verbreitungsgebiete im Maricao State Forest sind sehr niederschlagsreich. Sie weisen durchschnittlich eine Niederschlagsmenge von 2250 Millimetern auf. Diese Niederschlagsmenge ist sehr hoch, wenn man in Betracht zieht, dass Waldgebiete mit Niederschlagsmengen von 2000 Millimetern im Jahresdurchschnitt bereits als Regenwald gelten. Da der Boden dieser Waldgebiete nur eine begrenzte Rückhaltefähigkeit für die Niederschlagsmengen aufweisen, ist die Vegetation trockenheitsbeständiger, als die Niederschlagsmengen vermuten lassen. Die höchste Bestandsdichte an Puerto-Rico-Waldsängern hat man bislang in den Podocarpus-Wäldern des Maricao State Forest festgestellt. Über die Charakteristika der früheren Verbreitungsgebiete in Toro Negro und Carite ist dagegen bislang wenig veröffentlicht worden.

## Verhalten und Ernährungsweise
Der Puerto-Rico-Waldsänger wird am häufigsten bei der Jagd auf Insekten im mittleren Baumwipfelbereich beobachtet. Dort ist er meist in Vergesellschaftung mit anderen Vögel wie dem Kletterwaldsänger (Mniotilta varia), der Puerto-Rico-Tangare (Nesospingus speculiferus) und dem Kleinantillen-Schnäppertyrann (Contopus latirostris) zu sehen. Bislang wurden drei unterschiedliche Strategien des Nahrungserwerbs beobachtet und beschrieben. Am häufigsten nehmen Puerto-Rico-Waldsänger im Blattwerk der Bäume Insekten auf, während sie sich entlang der Zweige fortbewegen und dabei Insekten aufscheuchen oder entdecken. Das ist eine Form des Nahrungserwerbs, wie man sie in Mitteleuropa beispielsweise auch bei Blaumeisen oder Wintergoldhähnchen regelmäßig beobachten kann. Der Puerto-Rico-Waldsänger beherrscht außerdem eine Form von Jagdflug, bei der er an einer Stelle in der Luft verharrt und aus dieser Position schnell nach vorne fliegt, um entdeckte Insekten von Blättern oder Zweigen aufzunehmen. Gelegentlich untersucht der Vogel auch mit seinem langen Schnabel Substrat nach Insekten. Diese Form des Nahrungserwerbs ist allerdings die am wenigsten häufig beobachtete.
Der Gesang und die Rufe des Puerto-Rico-Waldsängers sind in den Wäldern von Puerto Rico nur sehr schwer wahrzunehmen. Sie werden nur sehr leise vorgetragen und ähneln darüber hinaus auch noch denen des Bananaquit, einer der häufigsten Vogelarten Puerto Ricos. Der Gesang wird als „kurze, schnell und ziemlich unmusikalisch vorgetragene kurze Pfiffe auf einer Tonhöhe“ beschrieben. Die Lautstärke der Pfiffe nimmt während des Gesangs an Lautstärke zu; der Gesang endet mit einer kurzen Serie von zweisilbigen Pfiffen, die von der Tonhöhe etwas tiefer sind. Der Ruf dagegen ist ein kurzes, metallisch klingendes „Chip“.

## Fortpflanzung
Der Puerto-Rico-Waldsänger brütet von März bis Juni. Beide Elternteile sind sowohl am Nestbau als auch an der Fütterung der Jungen beteiligt.
Für den Nestbau werden überwiegend trockene Blätterreste verwendet und das Nest in der Nähe des Baumstammes errichtet. Nistbäume gehören meist der Art Bulbophyllum wadsworthii an. Die Nester sind gut versteckt und werden meist an den Stellen errichtet, wo sich in Astgabeln vertrocknete Blattreste der Art Cecropia angesammelt haben. Die Nester befinden sich zwischen 1,3 und 7,6 Meter oberhalb des Erdbodens und sind napfförmig. Für den Bau verwenden Puerto-Rico-Waldsänger kleine Wurzeln und Zweige sowie trockene Blätter von Chusquea abietifolia  und Bulbophyllum wadsworthii. Von Panicum maximum werden nur trockene Blätter verbaut. Das Nestinnere wird mit Pflanzenfasern von Chusquea abietifolia sowie trockenen Blättern anderer Pflanzenarten ausgekleidet.  Die Weibchen legen zwei bis drei weiße Eier, die rotbraune kleine Flecken tragen. Die Jungen werden von den Eltern mit Insekten gefüttert. Elternvögel hat man dabei beobachtet, wie sie Schmetterlinge und Springschrecken sowie Schmetterlingsraupen an ihre Jungen verfütterten.

## Fressfeinde und Bestandsbedrohung

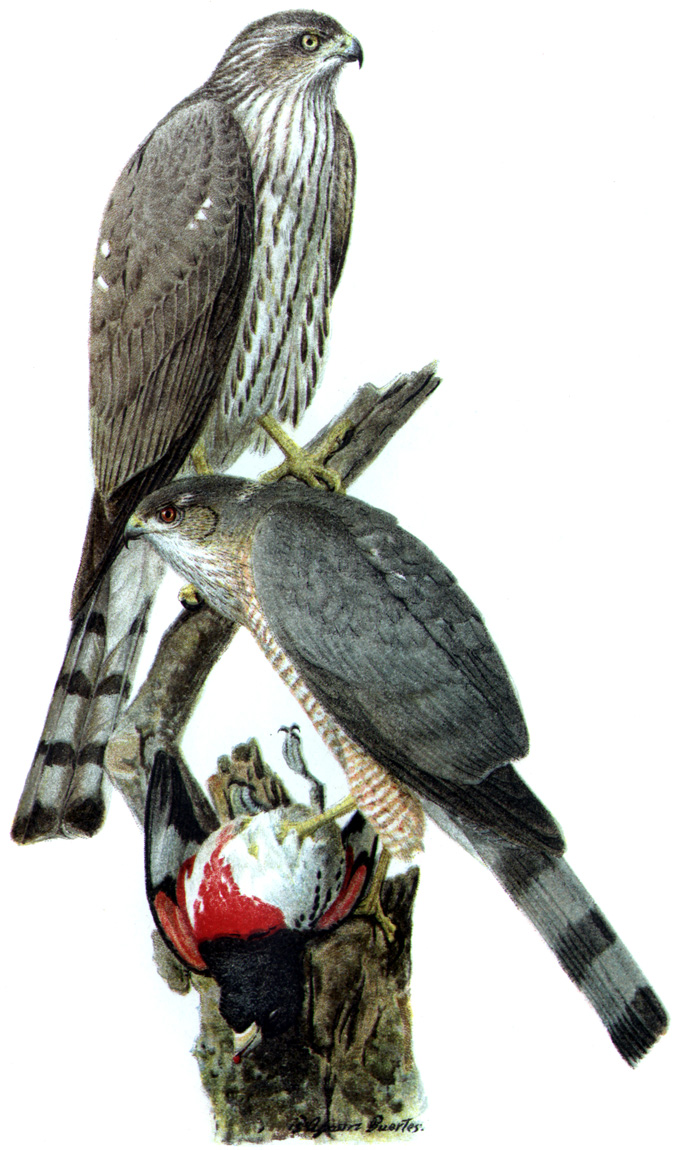
Zu den natürlichen Fressfeinden des Puerto-Rico-Waldsängers gehört der Eckschwanzsperber (Accipiter striatus)

Jagddruck und die Zerstörung und Veränderung seines Habitats bedrohen das Fortbestehen des Puerto-Rico-Waldsängers als Art.
Zu den natürlichen Fressfeinden, die auf Puerto Rico heimisch sind, gehören Perlaugen-Spottdrossel (Margarops fuscatus), Eckschwanzsperber (Accipiter striatus) und die mittlerweile auf Puerto Rico ausgestorbene Antillenkrähe (Corvus leucognaphalus). Zwei auf Puerto Rico endemische Schlangenarten und mehrere Carnivoren gelten ebenfalls als potentielle Fressfeinde des Puerto-Rico-Waldsängers. Der Jagddruck auf diese Vogelart hat durch von Menschen eingeführte Arten wie die Hauskatze, Ratten und Kleinen Mungos zugenommen. Diese Arten sind potentielle Nesträuber und gelangen mit dem Menschen in die Verbreitungsgebiete des Puerto-Rico-Waldsängers. Obwohl die heutigen Verbreitungsgebiete in überwiegend unter Schutz stehenden Waldgebieten liegen, sind doch eine Reihe von Gebäuden in diesen Wäldern errichtet worden. Überwiegend handelt es sich dabei um Sendemasten und Einrichtungen, die zur Wartung dieser Masten notwendig sind. Die Ausbreitung von Ratten, Katzen und Mangusten in den geschützten Waldgebieten geht meist von diesen Einrichtungen aus.
Zu Veränderungen des Lebensraums des Puerto-Rico-Waldsängers trägt auch der Holzeinschlag bei. Er geht unter anderem einher mit dem Bau von Straßen und Wegen sowie der Errichtung von Holzfällerlagern oder Lagerplätzen für geschlagenes Holz. Auch diese Einrichtungen sind Einfallsgebiete für Neozoen, die den Jagddruck auf diese Vogelart erhöhen. Ähnlich wie für andere endemische Arten mit kleinen Populationen – bekannte Beispiele sind der Mauritiusfalke, die Puerto-Rico-Amazone oder der Insel-Kapfuchs – können Naturkatastrophen wie Hurrikane oder Waldbrände oder auch nur ein Abweichen in jährlichen Niederschlagsmengen zu einem vollständigen Populationszusammenbruch führen.

## Schutzmaßnahmen
Der Puerto-Rico-Waldsänger wurde bereits 1982 in den USA auf die „United States federal candidate list for Endangered Species Act“ gesetzt. Auf dieser Liste werden die Arten vorgeschlagen, auf die der Schutz, die der Endangered Species Act bietet, ausgedehnt werden sollte. Im Jahre 2005 wandte sich eine Gruppe von Wissenschaftlern, Künstlern und Umweltschützer an die Bush-Administration, den Schutz dieser Gesetzgebung auf insgesamt 225 Arten aus dieser Liste – darunter den Puerto-Rico-Waldsänger – auszudehnen. Dies ist bis jetzt nicht passiert. Von den 225 Arten befindet sich seit 20 Jahren oder länger, ähnlich wie beim Puerto-Rico-Waldsänger, mehr als ein Drittel auf der Vorschlagsliste. Mehr als die Hälfte wird auf der Vorschlagsliste seit 10 Jahren geführt. Mehrere Untersuchungen haben darauf hingewiesen, dass seit der Schaffung des Endangered Species Act im Jahre 1973 114 in den USA beheimatete Arten ausgestorben sind. Die Ursache für das Verschwinden vieler dieser Arten sehen eine Reihe von Umweltorganisationen und Wissenschaftler in einem mangelnden Habitatschutz seitens der Bundesbehörden der USA.
Die IUCN bewertete den Status des Puerto-Rico-Waldsänger das erste Mal im Jahre 1988. Damals wurde die Art in die Kategorie „lower Risk/least concern“ eingeordnet. 1994 wurde der Status aufgrund neuer Bestandsaufnahmen in „lower Risk/near threatened“ verändert. Da sich die Bestandssituation seitdem weiterhin verschlechtert hat, wird die Art seit 2000 in der Kategorie „gefährdet“ (vulnerable) geführt. Die IUCN begründete diese Einstufung mit „… es gibt keine direkte oder unmittelbare Bedrohung. Die Kombination eines nur sehr kleinen Verbreitungsgebietes und eines kleinen Bestands hat jedoch schwerwiegende Auswirkungen auf die langfristige Überlebenschance dieser Art.“ 2017 wurde der Status in „stark gefährdet“ (endangered) geändert.